# RCA (csatlakozó)

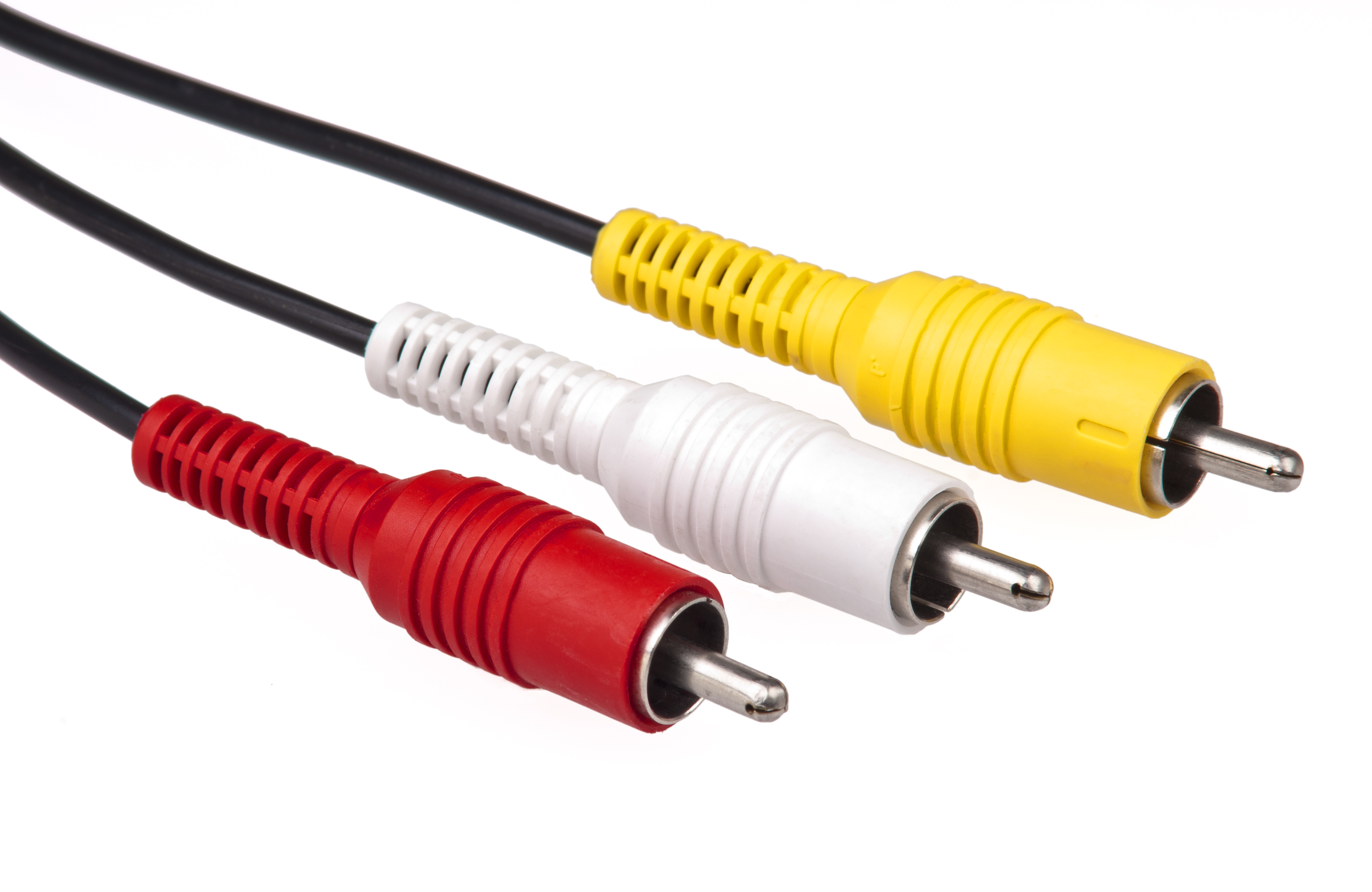
RCA csatlakozók kompozit videó (sárga), és sztereó hang (fehér, piros) átviteléhez

Az RCA csatlakozó egy gyengeáramú elektromos csatlakozó fajta, melyet leggyakrabban hang-, és videó jelátvitelre használnak.

## Története
Az RCA rövidítés az  Radio Corporation of America névből ered. Ők találták ki, illetve kezdték el gyártani az 1940-es évek elején az otthoni rádió, és lemezjátszó készülékekhez.
Az eredeti célkitűzés egy olcsó, egyszerű felépítésű csatlakozó kifejlesztése volt, a kommersz készülékekhez. Azóta az évek során, rengeteget finomítottak a csatlakozó kinézetén, de a mostani modellek is kompatibilisek a legelsőkkel.
Rendkívül gyorsan elterjedt, és kezdte felváltani az akkoriban népszerű jack csatlakozókat. A gyors terjedés nagyban köszönhető az 1950-es években bekövetkezett Hi-fi láznak. Bár a jack csatlakozókat a mai napig használják mind a fogyasztói, mind  a professzionális technikában, az RCA csatlakozó is méltó helyet vívott ki magának.

## Felépítése
A melegpont körül szigetelő anyaggal elválasztva körbeveszi az árnyékolás. A szigetelő anyag mostanság kivétel nélkül valamilyen műanyag. Régebben az első változatoknál még kerámiát használtak. A papa csatlakozókon a melegpont hosszabb, mint az árnyékolás, és ez utóbbi nem egybefüggő hanem elölről szabdalt, hogy rugalmasabb legyen.
A legtöbb RCA kábel mindkét végén papa csatlakozó található. A mama párjuk pedig a készülékekben van. 
A mama csatlakozók két gyűrűből állnak, köztük ugyanazzal a szigetelőanyaggal kitöltve. A külső gyűrűjük picit kisebb átmérőben, mint a papa csatlakozón lévő, így csatlakozáskor precízen megtartja.
Színkóddal jelölik a különböző csatlakozókat, hogy egy kifejtőkábel esetén ne keveredhessenek a rossz csatlakozóba.
| Kompozit analóg videó               |                                                 | Sárga        |  |
| Analóg hang                         | Bal/Monó (record a 4 csatlakozós magnó kábelen) | Fehér        |  |
| Analóg hang                         | Jobb (record a 4 csatlakozós magnó kábelen)     | Piros        |  |
| Analóg hang                         | Bal magnó play a 4 csatlakozós magnó kábelen    | Fekete       |  |
| Analóg hang                         | Jobb magnó play a 4 csatlakozós magnó kábelen   | Sárga        |  |
| Analóg hang                         | Center                                          | Zöld         |  |
| Analóg hang                         | Bal Surround                                    | Kék          |  |
| Analóg hang                         | Jobb Surround                                   | Szürke       |  |
| Analóg hang                         | Bal hátsó Surround                              | Barna        |  |
| Analóg hang                         | Jobb hátsó Surround                             | Világosbarna |  |
| Analóg hang                         | Mélysugárzó                                     | Lila         |  |
| S/PDIF                              |                                                 | Narancs      |  |
| Komponens analóg videó (YPbPr)      | Y                                               | Zöld         |  |
| Komponens analóg videó (YPbPr)      | PB                                              | Kék          |  |
| Komponens analóg videó (YPbPr)      | PR                                              | Piros        |  |
| Komponens analóg videó/VGA (RGB/HV) | R                                               | Piros        |  |
| Komponens analóg videó/VGA (RGB/HV) | G                                               | Zöld         |  |
| Komponens analóg videó/VGA (RGB/HV) | B                                               | Kék          |  |
| Komponens analóg videó/VGA (RGB/HV) | H(Horizontális szinkron)                        | Sárga        |  |
| Komponens analóg videó/VGA (RGB/HV) | V(Vertikális szinkron)                          | Fehér        |  |

## Felhasználás
Ahogy több csatlakozó fajtánál is előfordul, idővel az RCA is többféle jelátvitelre használható, mint eredetileg gondolták. Tápfeszültség, videójel, hang, órajel, RF...

Először csak analóg hangjelek átvitelére használták, de manapság rendkívül sokoldalú lett. Főként a konzumer készülékek esetén. A kompozit, vagy komponens videókábeleken gyakran találkozhatunk RCA csatlakozóval. Ezeknél a kábeleknél, csakúgy mint a digitális hangátvitel során, fontos az impedancia illesztés, ezért itt jobb minőségű csatlakozókat használnak a gyártók. A digitális S/PDIF hangjelek a számítógépek alaplapjáról szintén RCA kivezetésűek.

## Hátrányok
Elektromos szempontból jobb, mint a Jackek. Bár ellene szól, hogy csatlakozáskor a melegpont (hegy) előbb érintkezik, mint az árnyékolás (gyűrű). Ebből adódóan gyakran pukkan a hangszóró, ha például az erősítőre kötünk valamilyen hangforrást úgy, hogy mindkét készülék be van kapcsolva. Rosszabb esetben a készülékek valamelyike tönkre is mehet.